# Шохинская лестница
Шохинская лестница — парадная лестница в Сенатском дворце Московского Кремля.
Построена во время строительства дворца по проекту архитектора М. Ф. Казакова. Шохинская лестница ведёт в главный зал Сенатского дворца — Екатерининский. Лестница — двухмаршевая, после лестничной площадки она разделяется на две лестницы, ведущие непосредственно к дверям Екатерининского зала. Её основание украшают два торшера, а пролёты — скульптуры богини правосудия. Лестница отделана мрамором и гранитом, перила — ценными породами дерева.